# Jaśkowice (gmina)
Jaśkowice – dawna gmina wiejska istniejąca w latach 1945–1954 w woj. śląskim i woj. opolskim (dzisiejsze woj. opolskie). Siedzibą władz gminy były Jaśkowice.
Gmina zbiorowa Jaśkowice powstała po II wojnie światowej (w grudniu 1945) w powiecie kluczborskim na terenie tzw. Ziem Odzyskanych (tzw. I okręg administracyjny – Śląsk Opolski), powierzonym 18 marca 1945 administracji wojewody śląskiego, a z dniem 28 czerwca 1946 przyłączonym do woj. śląskiego (śląsko-dąbrowskiego).
Była to najdalej na północ wysunięta gmina woj. śląskiego.
Według stanu z 1 stycznia 1946 gmina składała się z 11 gromad: Jaśkowice, Borek, Brzózki, Ciecierzyn, Gołkowice, Kostów, Miechowa, Polanowice, Roszkowice, Sierosławice i Wojsławice. 6 lipca 1950 zmieniono nazwę woj. śląskiego na katowickie; równocześnie gmina Jaśkowice wraz z całym powiatem kluczborskim weszła w skład nowo utworzonego woj. opolskiego.
Według stanu z 1 lipca 1952 gmina składała się z 11 gromad: Borek, Brzózki, Ciecierzyn, Gołkowice, Jaśkowice, Kostów, Miechowa, Polanowice, Roszkowice, Sierosławice i Wojsławice. Gmina została zniesiona 29 września 1954 wraz z reformą wprowadzającą gromady w miejsce gmin. Jednostki nie przywrócono 1 stycznia 1973 wraz z kolejną reformą reaktywującą gminy.